# 雙情路
是一部2009年的美國心理戰爭電影，由吉姆·謝里丹執導，本片是翻拍蘇珊娜·比爾的丹麥電影《Brødre》（2004年）。主演是杜比·麥奎爾、積·佳蘭賀和妮妲莉·寶雯。這兩部電影的靈感來自荷馬史詩《奧德賽》。電影得到褒貶不一到正面的評價，票房收入為4300萬美元。杜比·麥奎爾因其表現獲得特別讚譽，並因為他的表演而被提名金球獎最佳戲劇類電影男主角。

## 演員
- 杜比·麥奎爾 飾 上尉Sam Cahill
- 積·佳蘭賀 飾 Tommy Cahill
- 妮妲莉·寶雯 飾 Grace Cahill
- 森·舒柏 飾 Hank Cahill
- 瑪麗·溫寧漢（英语：Mare Winningham） 飾 Elsie Cahill
- 拜莉·麥迪遜（英语：Bailee Madison） 飾 Isabelle Cahill
- Taylor Geare 飾 Maggie Cahill
- 派翠克·弗魯格 飾 二等兵Joe Willis
- 凱莉·墨里根 飾 Cassie Willis
- 小克利夫頓·柯林斯 飾 少校Cavazos
- 珍妮·韋德（英语：Jenny Wade） 飾 Tina
- 歐米德·阿塔西 飾 Yusuf
- 納維德·奈嘉班 飾 Murad
- Enayat Delawary 飾 Ahmed
- 伊森·索普 飾 Sweeney
- Arron Shiver 飾 A.J.
- Ray Prewitt 飾 Owen

## 外部連結
- 互联网电影数据库（IMDb）上《Brothers》的资料（英文）
- AllMovie上《Brothers》的资料（英文）
- 爛番茄上《Brothers》的資料（英文）
- Metacritic上《Brothers》的資料（英文）
- Box Office Mojo上《Brothers》的資料（英文）